# On Stage
On Stage — живий альбом англійського гурту Rainbow, який вийшов 7 липня 1977 року.

## Композиції
1. Kill the King - 5:32
2. Medley: Man on the Silver Mountain / Blues / Starstruck - 11:12
3. Catch the Rainbow - 15:35
4. Mistreated - 13:03
5. Sixteenth Century Greensleeves - 7:36
6. Still I'm Sad - 11:01

## Склад
- Ронні Джеймс Діо - вокал
- Річі Блекмор - гітара
- Тоні Кері - синтезатор
- Джиммі Бейн - басс-гітара
- Козі Пауелл - ударні